# شیرعلی مسلم‌اف
شیرعلی مسلم‌اف (ترکی آذربایجانی: Şirəli Fərzəli oğlu Müslümov؛ زاده ۲۶ مارس ۱۸۰۵ (ادعا شده) – ۲ سپتامبر ۱۹۷۳ (۱۶۸ سال، ۱۶۰ روز)) یک چوپان تالش‌تبار اهل امپراتوری روسیه و جمهوری شوروی سوسیالیستی آذربایجان بود. او اهل روستای بارزآوو در شهرستان لریک که منطقه‌ای کوهستانی در نزدیکی مرز ایران است بود. ادعا شده است که پیرترین فردی است که تاکنون زیسته است. در ۲ سپتامبر ۱۹۷۳ در سن ۱۶۸ سالگی درگذشت. شیرعلی مسلم‌اف ۳ بار ازدواج کرد و ۲۳ فرزند داشت. در سال ۱۹۶۶ استودیوی فیلم جمهوری آذربایجان فیلم مستندی درباره او با نام شیرعلی از کوه فرود آمد فیلمبرداری کرد. وی در ۱۳۶ سالگی صاحب یک فرزند دختر شد. نام او برای رکورد طولانی‌مدت ترین عمر فردی که تاکنون زیسته است در کتاب گینس ثبت شد.
وی همچنین برندهٔ جوایزی همچون نشان پرچم سرخ کار شده‌است.

## زندگی
بر اساس گفته‌ها، مسلم‌اف هر روز، تا ۱۶۸ سالگی، سخت کار می‌کرد، سیگار نمی‌کشید و شراب نمی‌نوشید، اما میوه، سبزیجات، نان سبوس‌دار، آب مرغ، پنیر کم چرب و ماست می‌خورد. او در طول زندگی خود چندین همسر داشت. مسلم‌اف میان سال‌های ۱۹۷۲ تا ۱۹۷۳ به بیماری سینه‌پهلو مبتلا شد، اما زنده ماند و بعداً در سال ۱۹۷۳ درگذشت.
داستان مسلم‌اف در سال ۱۹۷۳ توسط مجله نشنال جئوگرافیک مورد بررسی قرار گرفت. در این مجله گفته شده است که او هنوز اسب‌سواری می‌کند و از باغی که در دهه ۱۸۷۰ کاشته شده است مراقبت می‌کند.  نشنال جئوگرافیک بعداً از این ادعا خودداری کرد. همین داستان توسط کتاب رکوردهای جهانی گینس روایت شد، که در کنار ادعاهای مشابه دیگر تأیید نشده است. گینس در ۱۹۷۴ اشاره کرد که معاینات پزشکی نشان داد مردانی با این ادعای سنی فوق‌العاده به طور معمول دارای فیزیولوژی مردان در دهه نود هستند.  همچنین اظهار شد که این ادعاهای سنی به احتمال زیاد ناشی از جعل هویت پدر پسر و حتی پدر بزرگ پسر بوده است تا از سرقت نظامی تزاری جلوگیری شود.
وضعیت تاهل او نیز مورد بحث بود. به گزارش نشنال جئوگرافیک، او یک همسر ۱۲۰ ساله داشت که ۱۰۲ سال پیش با او ازدواج کرده بود. با این حال، طبق اعلامیه فوت او، که توسط مجله تایم منتشر شده است، هنگامی که شیرعلی مسلم‌اف ۱۳۶ ساله بود، با خاتم خانم ۵۷ ساله (۱۸۸۴-۱۸۸۸) ازدواج کرد.
تنها شواهدی که به نفع ادعای سن مسلم‌اف است، گواهی تولد رسمی است که تاریخ تولد وی را در آن ذکر کرده است. مسلم‌اف هیچ شناسنامه‌ای نداشت.

## شهرت
داستان زندگی طولانی شیرعلی مسلم‌اف در سال ۱۹۶۳ بسیاری را به خود مجذوب کرد. در لین میان یک عکاس خبری جوان از خبرگزاری تاس متعلق به شوروی به نام کالمان کاسپی‌اف برای برآوردن مصاحبه با مسلم‌اف به بارزآوو رفت. این داستان توسط مطبوعات اتحاد جماهیر شوروی، نشنال جئوگرافیک و شرکت لبنیاتی دنون، که به دلایل تبلیغاتی نشان می‌داد که طول عمر مسلم‌اف با رژیم غذایی لبنیات و به‌ویژه ماست ارتباط دارد بیشتر بازتاب شد. این رخدادها زندگی در این روستای کوچک در تالش شمالی را تغییر داد و پس از آن افزون بر اتصال به شبکه برق، دارای سامانه‌های دریافت رادیویی و تلویزیونی هم شد.
در دهه ۱۹۷۰ بسیاری از غربی‌ها از این ادعای زندگی طولانی‌مدت در آذربایجان شوروی و دیگر مناطق منطقه قفقاز آگاه شدند؛ از همین رو شرکت لبنیاتی دنون ایالات متحده تبلیغ ماست آمریکایی خودش را از برخی از این افراد درخواست کرد و ادعا می‌کرد که راز عمر طولانی آن‌ها در مصرف مکرر ماست نهفته است.